# Janin Day
Janin Day, nombre artístico de Eduardo Mauricio Figueroa Briones (Santiago, 24 de febrero de 1968), es un transformista y animador chileno.

## Biografía
Nacido en una familia de ocho hermanos, Eduardo Figueroa inició su trayectoria en la escena drag queen chilena en 1988 en la desaparecida discoteca Quásar, una de las primeras orientadas al público LGBT en ese país. Salió del armario ante su madre a los 17 años.
En aquel local creó su personaje, cuyo nombre está inspirado en el de Janin Lamas Rivas —una excompañera de colegio— y el de Mitzy Day —una exbailarina de la compañía de humor de Daniel Vilches—. Paralelamente, estudió diseño de vestuario en la desaparecida Universidad Tecnológica Vicente Pérez Rosales, estilismo en la Academia de Mario Mezza y danza en el Estudio Profesor Valero.
A mediados de la primera década del siglo XXI, Janin Day se hizo popular en su rol de animadora del docu-reality Amigas y Rivales, el backstage del concurso anual de transformismo de la discoteca chilena Fausto, en donde adquirió notoriedad debido a la similitud de su personaje con la apariencia de la modelo chilena Raquel Argandoña.
En 2016 abandonó el docureality para animar el backstage de Reinas de la Noche, organizado por la discoteca Nueva Cero hasta 2018. Ese mismo año fue elegida reina en la cuarta edición de la Cumbre de Transformistas, realizada en la discoteca Arcángel de La Serena.